# Massa-energierelatie

De massa-energierelatie weergegeven in een formule

De massa-energierelatie is een verband tussen de natuurkundige grootheden energie en massa. De relatie werd door Einstein op puur theoretische gronden afgeleid uit zijn speciale relativiteitstheorie. De gelijkheid werd overigens eerder al op een andere wijze afgeleid door Henri Poincaré. Ze houdt in dat de massa van een object een hoeveelheid energie vertegenwoordigt (en v.v.) en wordt als volgt weergegeven: {\displaystyle E=mc^{2}}. Hierin is het verhoudingsgetal {\displaystyle c^{2}} het kwadraat van de lichtsnelheid {\displaystyle c}, waaraan sinds 1983 de exacte waarde van 299 792 458 m/s wordt gegeven. Dit betekent dat een massa van 1 kilogram overeenkomt met 89 875 517 873 681 764 joule aan energie. In termen van TNT-equivalent is dit 21 481 MT/kg.

## Publicatie in 1905 en betekenis
Op 26 september 1905 werd Einstein's speciale relativiteitstheorie gepubliceerd in het Duitse tijdschrift voor natuurkunde Annalen der Physik. Op 21 november plaatste het tijdschrift nog een artikel van zijn hand, waarin hij een gevolg van zijn nieuwe theorie verder onderzocht. Het artikel heette Ist die Trägheit eines Körpers von seinem Energieinhalt abhängig?; vertaald: 'Is de traagheid van een lichaam afhankelijk van zijn energie-inhoud?'. Het antwoord van Einstein was ja.
Een lichaam (object) dat energie uitstraalt, verliest massa (en daarmee traagheid). Andersom geldt ook dat een lichaam dat energie opneemt, bijvoorbeeld door licht te absorberen, een grotere massa krijgt. De wijziging van de massa Δm hangt samen met de uitgestraalde of geabsorbeerde hoeveelheid energie ΔE volgens de relatie ΔE = Δm · c2. Hierin is c de lichtsnelheid (volgens afspraak 299 792 458 m/s). Overigens schreef Einstein deze formule niet letterlijk zo op. Hij gebruikte {\displaystyle L} voor de energie en {\displaystyle V} voor de lichtsnelheid, en schreef Gibt ein Körper die Energie L in Form von Strahlung ab, so verkleinert sich seine Masse um L/V² (Geeft een lichaam energie {\displaystyle L} in de vorm van straling af, vermindert zijn massa zich met {\displaystyle L/V^{2}}).
Deze relatie had betrekking op een verandering van energie en massa. Pas later ging Einstein verder en postuleerde (vereiste) hij dat de hele massa van een lichaam een uiting is van inwendige energie. De totale energie-inhoud van een lichaam staat dus in een direct verband met de totale massa. In het Jahrbuch der Radioaktivität presenteerde hij in 1907 de formule die dit idee samenvat: E = mc². De massa-energierelatie kwam dus voort uit de relativiteitstheorie plus een voor de hand liggende, maar gewaagde veronderstelling. De Franse wis- en natuurkundige Henri Poincaré had de massa-energierelatie eerder gevonden.
Later ontdekte men allerlei fysische verschijnselen waarbij de totale massa niet gelijk bleef. Deze bevestigden het verband tussen verandering van massa en energie, ΔE = Δmc². Pas nadat in 1932 antimaterie was ontdekt, kon ook de absolute relatie E = mc² bevestigd worden. Wanneer een deeltje en zijn antideeltje elkaar annihileren verdwijnen ze geheel en komt er energie vrij. De hoeveelheid vrij gekomen energie bleek precies overeen te komen met de massa van het deeltje en het antideeltje samen.
Een ander bekend verschijnsel waar deze formule zich uit is kernenergie. Bij kernsplijting treedt er ook verlies aan massa op. Omdat c² — het kwadraat van de lichtsnelheid — een enorm getal is vertegenwoordigt het geringe massaverlies toch een aanzienlijke hoeveelheid energie. Ook als lichte elementen samensmelten (fuseren) neemt de massa af, en komt er energie vrij. Op dit principe is de waterstofbom gebaseerd.
In de loop van de twintigste eeuw is de gelijkheid E = mc² bij een groot publiek synoniem geworden met het werk van Einstein en met de moderne natuurkunde in het algemeen. De gelijkheid is bijna even bekend als de stelling van Pythagoras. 

### Voorgeschiedenis
De formulering van Einstein kwam niet uit de lucht vallen, maar paste in een traditie van de berekening van de effectieve massa van een geladen bol of deeltje.J.J. Thomson, de ontdekker van het elektron, kwam in 1881 met een berekening hoe een bewegende elektrisch geladen bol volgens de Wetten van Maxwell zelf een magnetisch veld opwekte dat de bol afremde: de bol kreeg een grotere traagheid (trage massa). In 1889 vereenvoudigde de eveneens Britse natuurkundige Oliver Heaviside deze berekening: de effectieve massa werd 
{\displaystyle m={\tfrac {4}{3}}{\frac {E}{c^{2}}}} zodat dan {\displaystyle E={\tfrac {3}{4}}mc^{2}}
waar ook Wilhelm Wien en Max Abraham uitgaande van de elektronentheorie van H. A. Lorentz op uitkwamen.
In 1900 (en later onder meer in 1905/1906) vond Henri Poincaré, dat behoud van impuls van deeltjes samen met een elektromagnetisch veld waarin ze zich bevonden, moest leiden tot de toekenning van een massa aan dat veld (een denkbeeldige vloeistof) zodat E = mc². Ook hij ging uit van de elektronentheorie van Lorentz.
De Oostenrijkse natuurkundige Fritz Hasenöhrl publiceerde in 1904 en 1905 drie artikelen over licht in een spiegelende en bewegende holle cilinder. Via het Doppler-effect kwam hij eerst uit op 
{\displaystyle m={\tfrac {8}{3}}{\frac {E}{c^{2}}}}, later gecorrigeerd tot weer {\displaystyle m={\tfrac {4}{3}}{\frac {E}{c^{2}}}}.
De ontdekking van E = mc² kan worden toegeschreven aan Poincaré en Einstein samen.

## Afleiding in de speciale relativiteitstheorie

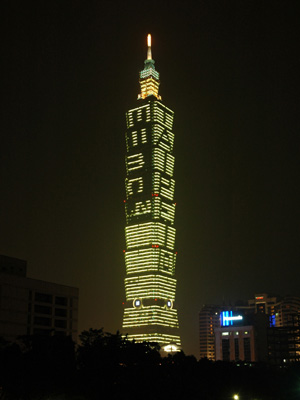
Opschrift op Taipei 101

Voor de afleiding van de equivalentie van massa en energie maakt men gebruik van de behoudswet voor de relativistische impuls. Deze wordt afgeleid door een gedachtenexperiment waarbij twee bollen volkomen elastisch botsen. Voor en na die botsing moet, rekening houdend met de lorentztransformatie voor snelheden, behoud van impuls gelden. Daaruit volgt dat men de impuls van een deeltje met rustmassa {\displaystyle m_{\mathrm {rust} }} dat beweegt met een snelheid {\displaystyle v}, moet definiëren als:
{\displaystyle p(v)=m(v)\cdot v={\frac {m_{\mathrm {rust} }}{\sqrt {1-{\frac {v^{2}}{c^{2}}}}}}\,v}
Daarin is {\displaystyle m(v)} de relativistische massa die evenals de impuls ook toeneemt met de snelheid. Dit lijkt samen te hangen met de toename van de energie. Net als in de klassieke mechanica definieert men de toename van de energie als de verrichte arbeid, dat wil zeggen het product van kracht en afgelegde weg, en kracht als de verandering van de impuls per tijd. Wanneer in korte tijd de snelheid, impuls en energie veranderen door een kracht vindt men:
{\displaystyle {\frac {\mathrm {d} E}{\mathrm {d} t}}=F{\frac {\mathrm {d} x}{\mathrm {d} t}}={\frac {\mathrm {d} p}{\mathrm {d} t}}v={\frac {\mathrm {d} m(v)v}{\mathrm {d} t}}v=m_{\mathrm {rust} }\left({\frac {\frac {v^{2}}{c^{2}}}{\left(1-{\frac {v^{2}}{c^{2}}}\right)^{3/2}}}+{\frac {1}{\left(1-{\frac {v^{2}}{c^{2}}}\right)^{1/2}}}\right){\frac {\mathrm {d} v}{\mathrm {d} t}}v=}
{\displaystyle ={\frac {m_{\mathrm {rust} }}{\left(1-{\frac {v^{2}}{c^{2}}}\right)^{3/2}}}{\frac {\mathrm {d} v}{\mathrm {d} t}}v={\frac {\mathrm {d} m(v)}{\mathrm {d} t}}c^{2}}
Daaruit volgt dan dat verandering van de energie inderdaad gelijk is aan de verandering van de massa vermenigvuldigd met het kwadraat van de lichtsnelheid.

## Hoge en lage snelheden
De wortel in de noemer van de snelheidsafhankelijke massa kan ontwikkeld worden in een Taylorreeks:
{\displaystyle m(v)=m_{\mathrm {rust} }\left(1+{\tfrac {1}{2}}{\frac {v^{2}}{c^{2}}}+{\tfrac {3}{8}}{\frac {v^{4}}{c^{4}}}+\ldots \right)}
Vermenigvuldiging met het kwadraat van de lichtsnelheid {\displaystyle c^{2}} leidt dan tot
{\displaystyle m(v)c^{2}=m_{\text{rust}}c^{2}+{\tfrac {1}{2}}m_{\text{rust}}v^{2}+{\tfrac {3}{8}}m_{\text{rust}}{\frac {v^{4}}{c^{2}}}+\ldots }
De eerste term {\displaystyle m_{\text{rust}}c^{2}} in deze ontwikkeling is zeer groot, maar blijft in het dagelijkse leven onveranderd, zodat daar weinig van te merken is, behalve als massa in energie wordt omgezet zoals bij kernenergie. De tweede term {\displaystyle {\tfrac {1}{2}}m_{\text{rust}}v^{2}} is de klassieke kinetische energie volgens de mechanica van Newton. De derde en volgende termen zijn voor de lage snelheden uit de dagelijkse praktijk nagenoeg onmerkbaar, waardoor ze in vroegere tijden nooit herkend zijn. Alle termen hebben de dimensie van energie. Daarmee ontstaat de interpretatie dat m(v)c2 de totale energie E(v) van een deeltje vertegenwoordigt en dat mrust c2 de rustenergie Erust van een deeltje is. En daarmee is de relatie vastgelegd
E(v) = m(v)c2
of kortweg 
E = mc2

## Interpretatie

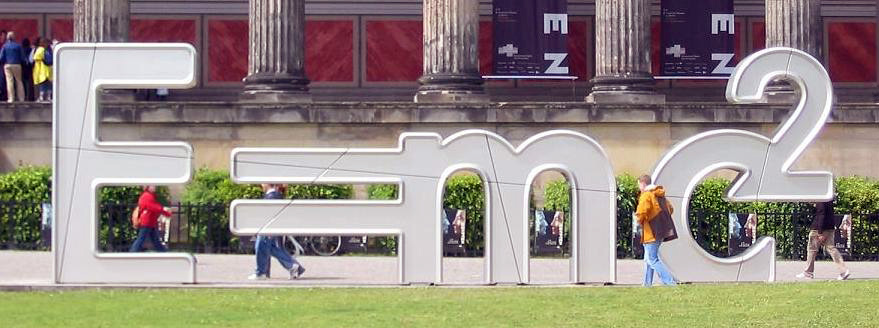

De massa-energierelatie houdt in dat massa equivalent is met energie, oftewel dat massa en energie in elkaar kunnen overgaan. De totale energie van een lichaam met relativistische massa {\displaystyle m} is {\displaystyle mc^{2}}. Dit is voor een deel energie als gevolg van de rustmassa, voor een deel inwendige bewegingsenergie, voor een deel inwendige potentiële energie, voor een deel inwendige kernenergie enzovoort.
Er bestaat bij veel mensen op twee punten verwarring over de interpretatie van de formule E = mc2:
1. Betekent E alleen de inwendige energie (de energie in rust) of ook de kinetische energie (de extra energie die een lichaam heeft doordat het beweegt)? Met andere woorden, neemt de massa toe met de snelheid?
2. Zit de energie E in het lichaam als energie (dus moet E meegeteld worden als men de totale energie van een systeem berekent), of duidt E alleen op energie die pas ontstaat wanneer de massa afneemt?

Het antwoord op de eerste vraag is: dat is een kwestie van afspraak. De relativiteitstheorie kan geformuleerd worden met massa's die gelijk blijven wanneer een lichaam in beweging komt, of met massa's die groter zijn bij beweging. Een niet-bewegingsafhankelijke massa is de laatste decennia gebruikelijk in de natuurkunde op de universiteiten en in wetenschappelijke artikelen. In boeken voor het grote publiek en op scholen gebruikt men echter nog vaak de formulering met een massa die afhankelijk is van de snelheid. Fysische voorspellingen ("wat gebeurt er als...") zijn dezelfde in beide formuleringen.
De tweede vraag heeft wel een eenduidig antwoord: E duidt op energie die in het lichaam aanwezig is. Bij een kernreactie neemt de massa af en er komt energie vrij (in de vorm van straling en warmte), maar die energie zat al in de kern. Het was bijvoorbeeld interne bewegingsenergie (kerndeeltjes die met grote snelheid om elkaar heen bewegen, de beweging van de quarks), potentiële energie (positief geladen protonen die vlak bij elkaar zitten), en meer abstracte vormen die men 'veldenergie' zou kunnen noemen. Het is dus niet correct te zeggen dat bij die kernreactie "massa is omgezet in energie". De energie was al aanwezig. Wel is er inwendige energie, meetbaar als massa, omgezet in uitwendige energie (straling en warmte), die zich niet manifesteert als massa. Met andere woorden, de Wet van behoud van energie is gewoon geldig; alleen de Wet van behoud van massa wordt door de massa-energierelatie ongeldig.
Voor de duidelijkheid zou men de formule kunnen schrijven als:
Etotaal = Euitwendig + Einwendig
Einwendig = mrust c2
waaraan de wetenschappelijk gangbare formulering nog toevoegt: m = mrust, ongeacht de snelheid van het lichaam.

## Voorbeelden
Ter verduidelijking volgen enkele voorbeelden van situaties en processen, beschouwd vanuit het perspectief van de massa-energierelatie. In alle gevallen is de hoeveelheid massa klein en de energie groot: door de enorme factor c2 in de formule komt 1 gram massa overeen met 89,88 × 1012 joule (bijna 90 terajoule). Dat is de verbrandingswarmte van 15 000 vaten ruwe olie, ofwel de energie van een bom van 21,4 kiloton TNT: dezelfde orde van grootte als de atoombom Little Boy die in 1945 Hiroshima verwoestte.

### Verandering van inwendige energie
Onder inwendige energie verstaan we iedere vorm van energie die in een systeem (een lichaam of deeltje) zit; deze energie bepaalt volgens E = mc2 de traagheid voor het versnellen van dat systeem.
- Hebben we een doos waarin een veer vastgemaakt zit, dan is de traagheid van die doos groter wanneer de veer uitgerekt is dan wanneer hij ontspannen is. Het verschil in potentiële energie, in dit geval veerenergie, is merkbaar als een verschil in massa. In de praktijk is het verschil onmeetbaar klein.
- Een doos met daarin een vliegwiel heeft een grotere massa wanneer het vliegwiel ronddraait dan wanneer het stilstaat. Het verschil in inwendige bewegingsenergie, hier draaiingsenergie, uit zich in een verschil in massa. Het is onmeetbaar klein.
- Een afgesloten thermoskan met 1 liter water heeft een hogere massa wanneer het water 80 °C is dan wanneer het 20 °C is. Het verschil in inwendige energie (bewegings- en potentiële energie van de watermoleculen) is 2,5 × 105 J, dus het verschil in massa is 2,8 × 10−12 kg. Dit is moeilijk of niet meetbaar. Als de thermoskan de warmte laat weglekken, verliest hij dus wat inwendige energie én een beetje massa (ook hier zegt men uiteraard niet dat "massa in energie wordt omgezet").
- Een geïsoleerd vat met daarin een blok hout en een paar liter zuurstofgas, waarin het hout wordt aangestoken, verandert niet van massa. De chemische energie van tevoren was even groot, en gaf evenveel traagheid, als de warmte die na afloop van de verbranding in het vat zit. De totale inwendige energie is niet veranderd, dus de massa ook niet. Als de inhoud van het vat echter afkoelt, dus warmte afgeeft aan de omgeving buiten het vat, gaat de massa alsnog omlaag. Dit is weer onmeetbaar weinig.

De massaveranderingen zijn in deze gevallen zeer klein. Daardoor was men vóór 1905 niet op de massa-energierelatie gekomen: alle metingen wezen erop dat de massa behouden was. Voor meetbare verschillen in massa zijn we afhankelijk van een kracht die relatief zeer grote energieverschillen veroorzaakt: de sterke kernkracht. We hebben het dan over situaties met de atoomkern.

Een zeer schematische weergave van het helium-4-atoom

### Het massadefect van de atoomkern

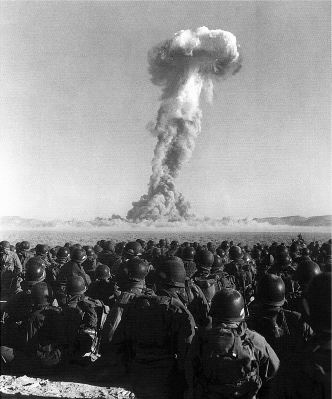
Kernsplitsing: kernproef in 1951

Een heliumatoom (de isotoop helium-4) bestaat uit een kern van twee neutronen en twee protonen, waar twee elektronen zich in een baan omheen bevinden. Uitgedrukt in de atomaire massaeenheid u is de massa van een proton 1,007 276 u, van een neutron 1,008 665 u en van een elektron 5,4858 × 10−4 u. In totaal zou de massa van het atoom dus 4,033 u moeten zijn – maar uit metingen blijkt dat die maar 4,003 u is. Er ontbreekt 0,030 u (0,75 % van de massa). Dit is het massadefect van helium-4, evenredig met diens nucleaire bindingsenergie.
Het massadefect wordt veroorzaakt door de sterke aantrekking die er op korte afstand tussen de nucleonen (kerndeeltjes) is. Vanuit de situatie met vier vrije, ongebonden nucleonen en ongebonden elektronen (totale massa: 4,033 u) naar de situatie waarin de nucleonen dicht bij elkaar zitten, is er dus potentiële energie verloren gegaan. Deze is bij het ontstaan van de atoomkern ontsnapt, bijvoorbeeld in de vorm van straling. De totale (inwendige) energie van het atoom is dus kleiner dan die van de deeltjes toen ze nog ongebonden waren. Het is in de verte vergelijkbaar met de veer van hierboven: de losse deeltjes kan men zien als de uiteinden van een uitgetrokken veer.
In het geval van helium-4 moet er bij de vorming 0,030 u × 931,49 = 27,9 MeV energie zijn vrijgekomen. (De factor 931,49 MeV/u is berekend volgens: E = mc2 met m in kilogram, niet in u; een u is 1/12 van de massa van het koolstof-12-atoom: 1 u = 1,660 54 × 10−27 kg.) Het massadefect per nucleon is 7,1 MeV. Voor verschillende atoomkernen is dit heel divers. Gaan we van helium naar zwaardere atomen, dan zien we het massadefect per nucleon toenemen tot 8,8 MeV voor de isotoop ijzer-56 (0,94% van de massa). Dat betekent dat er bij de vorming van ijzer-56 relatief veel energie vrijkomt, dus dat het veel energie zou kosten die atoomkern op te breken – dit is dus een zeer stabiel isotoop. Nog zwaardere atoomkernen hebben weer minder bindingsenergie per nucleon en zijn dus weer minder stabiel.

#### Kernfusie en kernsplitsing
Een kernreactie die het massadefect per nucleon laat toenemen, dus de totale massa laat afnemen, leidt tot een lagere totale inwendige energie en – volgens de wet van behoud van energie – het ontsnappen van energie. Deze reacties kunnen dus als energiebron gebruikt worden. Dit geldt dus voor kernreacties waarvan het resultaat dichter bij ijzer-56 zit:
- Kernfusie van lichtere atoomkernen. Men doet vooral onderzoek naar fusie tussen kernen van zware waterstofisotopen (deuterium en tritium), maar sterren ontlenen hun energie ook aan andere fusiereacties. De waterstofbom werkt ook met kernfusie.
- Kernsplijting van zwaardere atomen. In kerncentrales gebruikt men uranium-235, dat ook zorgt voor de hitte in het binnenste van de Aarde, of een mengsel van uranium-235 en plutonium-239. Veel kernwapens maken gebruik van plutonium-239.

Beide soorten reactie geven reactieproducten met een groter totaal massadefect; dat betekent dat er energie (warmte en straling) vrijkomt. De atoombom die in 1945 boven Hiroshima ontplofte had een kracht van circa 15 kiloton TNT, wat betekent dat ongeveer 0,7 gram massa is verdwenen. In 1961 liet de Sovjet-Unie de zwaarste waterstofbom uit de geschiedenis exploderen. De explosiekracht van deze Tsar Bomba was circa 50 megaton TNT, wat betekent dat de massa ruim 2 kg afnam. De Zon verliest per seconde ongeveer vier miljard kilogram. Gelukkig is dit slechts een klein deel van de totale massa van de Zon: slechts 2,0 × 10−19 %.

### Annihilatie
Wanneer een subatomair deeltje en zijn antideeltje bij elkaar komen, verdwijnen ze allebei en gaat de massa verloren. Deze massa vertegenwoordigde echter een hoeveelheid energie, die niet verloren gaat maar in een flits ontsnapt. Soms gaat het om fotonen, bijvoorbeeld bij elektron-positronannihilatie. In andere gevallen komen andere deeltjes tevoorschijn.
De totale bewegingsenergie van de ontsnappende deeltjes is te berekenen. Als bijvoorbeeld een proton met een antiproton annihileert, moet 2 × 938 = 1876 MeV aan energie vrijkomen volgens de massa-energierelatie. In het geval dat de reactieproducten vijf pionen zijn (in 20% van de annihilaties), die ieder 135 à 140 MeV aan massa hebben, is er nog 1183 MeV energie over. Dat betekent dat de pionen wegvliegen met in totaal 1183 MeV bewegingsenergie.
Bij de annihilatie van een elektron met een positron moeten de twee fotonen die ontstaan samen 2 × 511 keV energie hebben, omdat dat de massa was die verdwenen is (de inwendige energie die in licht wordt omgezet).
Zoals gebruikelijk worden hier massa's uitgedrukt in de energie-eenheid elektronvolt. Dit kan uiteraard vanwege de massa-energierelatie.

### Kinetische energie
Het is mogelijk de equivalentie van massa en energie uit te breiden tot kinetische energie (bewegingsenergie). Dan wordt de kinetische energie meegeteld en heeft een bewegend lichaam meer massa. Zoals hierboven besproken is dat in de natuurkunde niet meer gebruikelijk. Er zijn dus twee beelden van de relatie tussen beweging en massa: een waarbij de massa constant blijft en een waarbij ze toeneemt met de snelheid.
Daarnaast is er het onderscheid tussen inwendige en lineaire bewegingsenergie: wanneer de kinetische energie besloten is in een zeker volume van ruimte, zoals bij een vliegwiel, dan draagt die kinetische energie altijd bij aan de totale massa. In het geval van beweging in rechte lijn (die in principe oneindig ver kan doorgaan) kan er geen volume van ruimte aangewezen worden waar die beweging in besloten is, en is het een kwestie van conventie om die energie wel of niet mee te tellen. Voor die twee mogelijke conventies (lineaire beweging wel of niet meetellen in de massa) zijn de volgende formules opgesteld.

#### Constante massa
De gebruikelijke beschrijving in de fysica zegt dat de massa niet toeneemt bij beweging. De bewegingsenergie wordt dus niet opgenomen in de massa-energierelatie maar staat daar los van. Inwendige bewegingsenergie (zoals warmte) telt uiteraard wél mee. Er geldt m = mrust en
Einwendig = m c2.
De kinetische energie bij snelheid v is (volgens de speciale relativiteitstheorie):
{\displaystyle E_{\mathrm {k} }=mc^{2}\left({\frac {1}{\sqrt {1-{\frac {v^{2}}{c^{2}}}}}}-1\right)\,}
en daarmee is de totale energie:
{\displaystyle E_{\mathrm {totaal} }={\frac {mc^{2}}{\sqrt {1-{\frac {v^{2}}{c^{2}}}}}}}
Nu is een bewegend voorwerp wel degelijk trager (moeilijker te versnellen) dan een stilstaand voorwerp, maar om dit weer te geven vervangt men de klassieke impuls p = m · v eenvoudig door 
{\displaystyle p={\frac {mv}{\sqrt {1-{\frac {v^{2}}{c^{2}}}}}}}
De kracht nodig voor een versnelling a is niet F = m · a, zoals in de klassieke mechanica, maar in het algemeen meer. Bovendien hangt de kracht af van de richting: hoe meer de richting van de versnelling overeenkomst met de richting van de verplaatsing, des te groter zal de kracht zijn.

#### Variabele massa
De beschrijving die bekender is, telt de bewegingsenergie mee in de massa. Er geldt dus:
Etotaal = Einwendig + Ek = m c2
in afwijking van de formulering met de constante massa. De massa hangt nu van de snelheid af volgens
{\displaystyle m(v)={\frac {m_{rust}}{\sqrt {1-{\frac {v^{2}}{c^{2}}}}}}}
De totale energie is natuurlijk wel gelijk aan die in de andere formulering, maar de totale massa is groter. Voor de impuls geldt nu weer gewoon p = m · v. De wet F = m · a geldt nu wel voor versnellingen loodrecht op de bewegingsrichting, maar niet voor andere gevallen.